# 萊烏里斯·普波
萊烏里斯·普波（Leuris Pupo，1977年4月9日—）生於奧爾金，是一名古巴男子射擊運動員。

## 成绩
曾獲得2012年夏季奧林匹克運動會射擊男子25米快射手槍比賽金牌。2021年7月，获得男子25米手枪速射项目银牌。

## 外部連結
- ISSF （页面存档备份，存于）